# Kershaw (Carolina do Sul)
Kershaw é uma cidade  localizada no estado norte-americano de Carolina do Sul, no Condado de Lancaster.

## Demografia
Segundo o censo norte-americano de 2000, a sua população era de 1645 habitantes.
Em 2006, foi estimada uma população de 1637, um decréscimo de 8 (-0.5%).

## Geografia
De acordo com o United States Census Bureau tem uma área de
4,8 km², dos quais 4,8 km² cobertos por terra e 0,0 km² cobertos por água. Kershaw localiza-se a aproximadamente 191 m acima do nível do mar.

## Localidades na vizinhança
O diagrama seguinte representa as localidades num raio de 28 km ao redor de Kershaw.